# Brochet de l'Amour
Esox reichertii
Espèce
Le Brochet de l'Amour (Esox reichertii) est une espèce de brochets de la famille des Esocidae à la robe argentée tachetée de noir. C'est un poisson originaire du bassin hydrographique de l'Amour, ainsi que dans les eaux douces sur l'île de Sakhaline et les bassins des rivières Onon et  Kerülen en Mongolie.
Il est recherché pour la pêche sportive.

## Aire de répartition
On ne le trouve pas souvent en dehors de son aire de répartition naturelle. Cependant, il a été introduit dans le lac Glendale, dans le comté de Cambria, en Pennsylvanie (États-Unis), par la Pennsylvania Fish and Boat Commission (PFBC) en 1968. Le lac se trouve juste au sud de l'aire de répartition du grand brochet. La dernière ponte de brochets de l'Amour purs remonte à 1971. Tout le stock de géniteurs de la Pennsylvania Fish Commission a été perdu à l'été 1976. Cette même année, le record du monde de brochet de l'Amour a été capturé dans le lac. L'année suivante, la PFBC a également introduit 168 hybrides de grand brochet et de brochet de l'Amour dans le lac. En raison du manque de succès, le programme de pêche au brochet de l'Amour a été annulé. Le lac Glendale a été choisi parce que son exutoire mène à des eaux fortement polluées dans lesquelles les poissons ne peuvent pas survivre. On trouve aujourd'hui dans le lac des brochets purs du Nord, mais il est probable qu'il ne reste plus de brochets purs ou hybrides de l'Amour.[citation nécessaire]